# Renata Poljak
Renata Poljak (1974., Split), hrvatska likovna, video i filmska umjetnica. U svom se radu bavi temama hrvatske društvene stvarnosti, kroz kritični, intimni, često autobiografski pristup. Dijalog privatnog i javnog, individualnog i kolektivnog, prošlosti i sadašnjosti u radovima Renate Poljak zauzima posebno mjesto. Njezini su radovi izlagani na domaćim i međunarodnim samostalnim i skupnim izložbama, bijenalima i filmskim festivalima.

## Životopis
Renata Poljak diplomirala je na Umjetničkoj akademiji u Splitu 1997., a poslijediplomski studij završila na École régionale des beaux-arts u Nantesu, Francuska, 1999.
Godine 2002. bila je gostujuća umjetnica na San Francisco Art Institute, SAD, a 2008. odabrana je za program Art In General Residency u New Yorku. Boravila je i u Citédes Artsand u Recolletsu u Parizu.
Godine 2010. prikazan je izbor njenih filmova na programu projekcija Prospective Cinema u Centru Georges Pompidou, a u listopadu 2012. u Palais de Tokyo u Parizu.
Village Voice je 2013. njen solo show Uncerttain Memories u New Yorku izabrao kao show mjeseca. Retrospektiva njezina rada predstavljena je 2014. u Montrealu, Kanada, oblikovana kao dvije paralelne samostalne izložbe u umjetničkim centrima Occurence i Optica. Nedavne grupne izložbe uključuju izložbe kao što su Prophetiaat the Fundazio Joan Miro, Barcelona i Stories from the Edgeat the Kunsthaus Graz.
Tijekom 2016. održala je izložbe u Hrvatskoj, Parizu i Danubiana Art Museum u Bratislavi, na kojima je predstavila projekt Partenza. Godine 2017. njezinu umjetničku knjigu pod naslovom Don’t Turn Your Back On Me objavila je Verlag für moderne Kunst GmbH, Beč.
Godine 2018. slijedi samostalna izložba Još jedan odlazak - u Beogradu, Zagrebu i Varaždinu, a 2020. film i izložba Porvenir (Budućnost). Pored održane izložbe s filmom Porvenir nastupila je na više filmskih festivala.
Sudjelovala je na skupnoj izložbi ženskih autorica Vidljive, u Muzeju suvremene umjetnosti u Zagrebu, 2023. godine.

## Radovi (odabir)

##### Porvenir.Film, video i neonska instalacija, izložba, 2020.[9]
Porvenir (Budućnost) je ime gradića u Čileu s početka 20. stoljeća, koji su osnovali mahom migranti, muškarci - hrvatski iseljenici. Film Porvenir nam pokazuje to malo mjesto, smješteno doslovno na kraju svijeta, u kojem i danas žive potomci hrvatskih iseljenika, očekujući obećanje bolje budućnosti. Tamo, na žalu stoji praunuka davnog migranta promatrajući brod koji dolazi ili odlazi. 
Od 2016. do 2020. Renata Poljak formirala je ciklus čiju okosnicu čine njezini autorski filmovi inspirirani obiteljskom pričom ekonomski uvjetovane migracija njenog pradjeda u Južnu Ameriku, Čile. To je polazište i sažetak složenog vizualnog narativa, u kojem je Porvenir treći i posljednji dio epizoda ovog izložbenog ciklusa uz radove/projekte Partenza (2016.) i Još jedan odlazak / Terra incognita (2018./2019.).
Nagrade:
2021. Dani hrvatskog filma 2021., najbolja glazbena kompozicija, najbolji dizajn zvuka.
2021. Muzej grada Šibenika, izložba More, ljudi, obale, 1. nagrada.
2020. 18. Liburnia film festival 2020., najbolji film, najbolja fotografija, najbolji dizajn zvuka.

##### Partenza. Film, instalacija, fotografija, crtež,2016.[14]
Partenza na talijanskom znači odlazak. Početkom 20. stoljeća muškarci s hrvatskih otoka su, u potrazi za boljim životom, odlazili u Južnu Ameriku, bježeći od gladi. Žene su ostajale i čekale; same, s djecom, ostatkom obitelji. Rad metaforički govori o odlasku, iščekivanju te razdvojenosti koje su uvjetovane migracijama. Partenza je inspirirana današnjim tragedijama migranata na moru. Autorica tako povezuje dvije iseljeničke priče: hrvatsku s početka prošlog stoljeća i sadašnju afričko-azijsku tragediju. Ona nas podsjeća koliko se iseljeničke i migrantske sudbine tijekom povijesti ponavljaju, ukazujući na podložnost krhkost ljudskog postojanja i izloženost političko-ekonomskim i društvenim promjenama. Film i crno-bijele fotografije snimljene su na plaži Zlatni rat na otoku Braču, a u snimanju su sudjelovale brojne žene iz Bola na Braču.

##### Staging Actors / Staging Beliefs (Boško Buha).Video instalacija, fotografija,2011.[17]
Kao dijete Ivan Kojundžić glumio je najmlađeg jugoslavenskog partizana Boška Buhu, koji se s petnaest godina pridružio Komunističkom pokretu, a posmrtno je odlikovan titulom Narodnog heroja Jugoslavije. Bila je to njegova prva i posljednja filmska uloga. Film Boško Buha bio je među popularnijim u jugoslavensko doba. Deset godina nakon snimanja filma Ivan Kojundžić aktivno se uključio u Domovinski rat koji je označio kraj vrijednosti za koje se borio Boško Buha. Odmah nakon rata, radio je kao spiker Hrvatske radio-televizije.
Nagrade:
2012. T-HT nagrada, Muzej suvremene umjetnosti, Zagreb, Hrvatska
2011. Nagrada na 37. Splitskom likovnom salonu, Bijenale suvremene vizualne umjetnosti, Split, Hrvatska

##### Velika očekivanja / Great Expectations.Film, 17 min,2005.[20]
Film Velika očekivanja prati promjene hrvatske arhitekture tijekom proteklog desetljeća, prikazujući primjere devastacije okoliša ili urbanih cjelina divljom, neprimjerenom, nekvalitetnom izgradnjom. Film uz to rekonstruira razvoj i transformaciju nasilja kroz tri generacije patrijarhalne obitelji u tradicionalnom dalmatinskom okruženju, ispunjenom ikonografijom novog hrvatskog tranzicijskog kapitalizma, divljeg urbanizma i poratnih društvenih trauma. Nasilje, koje je bilo opravdavano ratom, poprimilo je u mirnodopskoj Hrvatskoj u nove oblike beskrupuloznosti: nad ljudima i arhitekturom, okolišem. Kroz prizmu osobne obiteljske povijesti autorica upozorava na stvaranje novog morala koji postaje društveno prihvaćen.
Scenarij filma, koji prati arhitektonski urbicid u Splitu i okolici, temelji se na seriji fotografija iz 2004. i 2005. godine, pod nazivom Hrvatska, ljeto 2004.
Nagrade:
2006. Great Expectations, nagrada Zlatna crna kutija za kratki film na Balkan Black Box Festivalu, Berlin.
2006. Velika očekivanja, 2. nagrada na 7. danima filma, Mediteranski festival dokumentarnog filma, Široki Brijeg, Bosna i Hercegovina.
2006. Velika očekivanja, najbolji film u nacionalnoj konkurenciji na 4. Tabor film festivalu, Hrvatska.

##### Skok / JumpVideorad, 2000.[24]
Umjetnica se penje na platformu za skokove, smještenu uz obalu mora. Obučena je kao skakačica, u kupaći kostim i kapu, a uz to je našminkana. Hoda naprijed-nazad po odskočnoj dasci, ponavljajući na francuskom “Hoću li skočiti ili ne, hoću li skočiti ili ne...”, zatim na hrvatskom “Ako skočim skinut će mi se sva šminka” krećući se opsesivno naprijed-natrag, nesigurna u to za što da se odluči. Zbog toga se znoji, a šminka na njenom licu se rastapa. Koristeći dva jezika, Francuski i Hrvatski referira se na svoj život; ona živi u Francuskoj, izmještena iz svog okruženja i jezika; poput brojnih migranata prema kojima se u Hrvatskoj vlast odnosi nehumano, brutalno. Kroz vlastitu izmještenost proživljava traume drugih, uz osobnu dilemu "tko sam ja i što ja želim biti" (“who am I and what do I want to be”), riječima Lucy Lippard, vezano uz korištenje autobiografije u feminističkoj umjetnosti 70-ih. Pitanje slobode odlučivanja jedno je od ključnih pitanja.
Nagrada:
2000. Nagrada VideoMedeja, Novi Sad, Srbija.

##### Ja, domaćica! / I, the Housewife!Videorad i instalacija, 1996.[25]
U ovom radu žena pod vodom, obučena u ronilačko odijelo obavlja uobičajene kućanske poslove – čišćenje, peglanje i sl. Mada je ove zadatke pod vodom nemoguće obaviti, ona se trudi da ih napravi, što rezultira krajnje apsurdnom situacijom. Manipulirajući klišejima ženskog kućnog, neplaćenog rada Renata Poljak se poigrava s dominantnim društvenim stereotipima. Uz njene radnje i napor obavljanja posla povezani su osjećaji besciljnost i nemogućnost kretanja naprijed. 
Nagrada:
1997. Godišnja nagrada Ženskog umjetničkog centra Electra, Zagreb.

## Filmografija
Porvenir (2020.), Još jedan odlazak (2019.), Partenza (2016.), Sada i ovdje (2013.), Slobodu treba tražiti po svaku cijenu, po cijenu života (2012.), Režija glumaca/režija uvjerenja (2011.), Ruta i spomenik (2007.), Velika očekivanja (2005.), Bez naslova (plavo) (2000.), Skok/Jump (2000.), Sjećanja (Tito, tata) (1999.), Utjeha (granice i okviri) (1997.), Ja, domaćica! (1996.)